# Nabilona
Nabilona, vendido sob a marca Cesamet entre outros, é um canabinóide sintético com uso terapêutico como antiemético e como analgésico auxiliar para dor neuropática. Ele imita o tetraidrocanabinol (THC), o principal composto psicoativo encontrado naturalmente na Cannabis.
A Food and Drug Administration (FDA) dos Estados Unidos indicou nabilona para náuseas/vômitos induzidos por quimioterapia. Em outros países, como o Canadá, é amplamente utilizado como terapia adjuvante para o tratamento da dor crônica. Diversos ensaios e estudos de caso demonstraram eficácia modesta no alívio da fibromialgia e da esclerose múltipla.

## Usos médicos
Nabilona é usada para tratar náuseas e vômitos em pessoas sob quimioterapia.
Nabilona demonstrou eficácia moderada no alívio da fibromialgia. Uma revisão sistemática de 2011 sobre canabinoides para dor crônica determinou que havia evidências de segurança e eficácia para algumas condições.
As principais indicações nos ensaios clínicos publicados sobre nabilona incluem distúrbios do movimento, como parkinsonismo, dor crônica, distonia e distúrbios neurológicos de espasticidade, esclerose múltipla e náuseas provocadas por quimioterapia. A nabilona também é eficaz no tratamento de doenças inflamatórias intestinais, especialmente da colite ulcerosa. 
Em um estudo com usuários diários atuais de cannabis, a nabilona oral nas doses de 4, 6 e 8mg produziu elevação do humor, sustentada e dependente da dose, e lentidão psicomotora comparável a 10 ou 20mg de dronabinol oral (THC). A nabilona tem um início mais lento, bem como seu pico de ação, e uma maior dependência em termos de efeitos-dose, o que pesquisadores atribuíram à maior biodisponibilidade da nabilona quando comparada ao dronabinol.
Um estudo comparando nabilona com metoclopramida, conduzido antes do desenvolvimento de antieméticos antagonistas de 5-HT3 modernos, como a ondansetrona, revelou que pacientes em quimioterapia com cisplatina preferiram metoclopramida, enquanto pacientes em uso de carboplatina preferiram nabilona para o controle de náuseas e vômitos.
A nabilona às vezes é usada para tratar pesadelos no transtorno de estresse pós-traumático (TEPT), mas  os estudos nesse assunto são limitados e, portanto, os efeitos do uso de longo prazo não são conhecidos. Nabilona também tem sido usada para tratar dor de cabeça causada por uso excessivo de medicamentos.

## Efeitos colaterais
A nabilona pode aumentar - em vez de diminuir - a dor pós - operatória . No tratamento da fibromialgia, os efeitos adversos limitam a dose útil.  Os efeitos adversos da nabilona incluem, mas não estão limitados a: tontura / vertigem, euforia, sonolência, boca seca, ataxia, distúrbios do sono, disforia, dor de cabeça, náusea, desorientação, despersonalização e astenia . 

## Farmacologia

### Farmacocinética
Nabilona é administradas em doses de 1 ou 2mg várias vezes ao dia, até um total de 6mg. É completamente absorvido pela administração oral e possui alto teor de ligação às proteínas plasmáticas. Múltiplas enzinas do citocromo P450 metabolizam extensivamente a nabilona em vários metabolitos que ainda não foram totalmente caracterizados.

## Química
Nabilona é uma mistura racêmica formada pelos isômeros (S,S)-(+)- e (R,R)-(−)-.

## História
Nabilona foi originalmente desenvolvida pela Eli Lilly and Company, que recebeu a aprovação do FDA em 1985 para comercializá-lo, mas a aprovação foi retirada em 1989 por razões comerciais. A Valeant Pharmaceuticals adquiriu os direitos da Lilly em 2004. A Valeant tentou e não conseguiu aprovar o medicamento em 2005, mas depois teve sucesso em 2006. 
Em 2007, a Valeant adquiriu os direitos no Reino Unido e na União Europeia para comercializar a nabilona da Cambridge Laboratories.
A nabilona foi aprovada na Áustria para tratar náuseas induzidas por quimioterapia em 2013; já estava aprovado na Espanha para a mesma indicação e era legal na Bélgica para tratar glaucoma, espasticidade na esclerose múltipla, emaciação por AIDS e dores crônicas.